# لاتام کارگو برزیل
لاتام کارگو برزیل (انگلیسی: LATAM Cargo Brasil) شرکت هواپیمایی برزیلی است، که در سال ۱۹۹۵ تأسیس شد.